# Centro Giano
Centro Giano è una frazione (zona "O" 30) di Roma Capitale, situata in zona Z. XXXII Acilia Nord, nel territorio del Municipio Roma X (ex Municipio Roma XIII).
Sorge sul lato nord della via Ostiense, strada che lo separa da Casal Bernocchi, tra il fiume Tevere a nord-est, Poggio d'Acilia e Case Basse a sud-ovest.

## Storia
Nato nel 1968, è chiamato così perché comprende nel suo territorio un colle sul quale è situato un casolare e si dice vi sia stato rinvenuto un tempio dedicato a Giano, divinità romana. Mantiene la memoria della divinità nei nomi delle strade via del Casaletto di Giano e via della Tenuta di Giano.

## Monumenti e luoghi d'interesse

### Architetture religiose
- Chiesa di Santa Maria del Ponte e San Giuseppe, su via Albi. Chiesa del XX secolo (1980-81). Dal 1985 al 1995 diviene amministratore della parrocchia Don Luigi Di Liegro.

### Architetture civili
- I Casali di Centro Giano, nel cuore verde del quartiere sorgono cinque edifici da riqualificare allo scopo di creare e mantenere una testimonianza del passato, del lavoro nelle campagne, perpetuando nel tempo il ricordo di una campagna romana ormai inglobata e fagocitata dal cemento metropolitano. La struttura principale è un casale di due piani circondato da altre due strutture di più piccole dimensioni, probabilmente in passato adibite a stalle, e diversi altri edifici, forse magazzini, sempre ubicati intorno al patio centrale. I casali sono ubicati al centro di un'area verde ed ora costituiscono il nucleo verde del quartiere, ad oggi gremito di casette e villette a schiera. L'area consta numerosi reperti archeologici che la rendono un vero e proprio museo a cielo aperto.

### Siti archeologici
- Ficana, città scomparsa del XII secolo a.C. situata presso le alture di Monte Cugno e la sponda sinistra del fiume Tevere.

### Aree naturali
- Sentiero Pasolini, inaugurato nel 2017, è un percorso ciclopedonale di circa 24 km che si sviluppa totalmente nel verde del litorale romano, sulla sponda sinistra del fiume Tevere, nel tratto finale del Grande Raccordo Anulare di Roma fino al mare di  Ostia. Attraversa, inoltre, i quartieri Acilia, Dragoncello, Dragona e Ostia Antica.

## Odonimia
Le strade di Centro Giano sono intitolate a città della Calabria, ad eccezione di via del Casaletto di Giano e via della Tenuta Giano.

## Infrastrutture e trasporti
|  | È raggiungibile dalla stazione Casal Bernocchi - Centro Giano. |

## Sport

### Calcio
- A.S.D. Centro Giano (colori sociali Giallo Blu), milita nel campionato maschile di Prima Categoria.